# Fnjóskadalur
Koordinaten: 65° 44′ N, 17° 56′ W
Das Fnjóskadalur ist ein Tal im Norden Islands. Es liegt auf dem Gemeindegebiet von Þingeyjarsveit. 

## Lage
Das Fnjóskadalur liegt etwa zehn Kilometer nordöstlich von Akureyri, östlich des Fjordes Eyjafjörður. Von diesem wird er durch die Gebirgskette Vaðlaheiði getrennt und verläuft etwa parallel zu ihm in Süd-Nord-Richtung. Es wird von dem Fluss Fnjóská durchströmt, von dem sich auch sein Name ableitet.
Politisch ist das Gebiet Bestandteil des Bezirks (sýsla) Suður-Þingeyjarsýsla.

## Vegetation

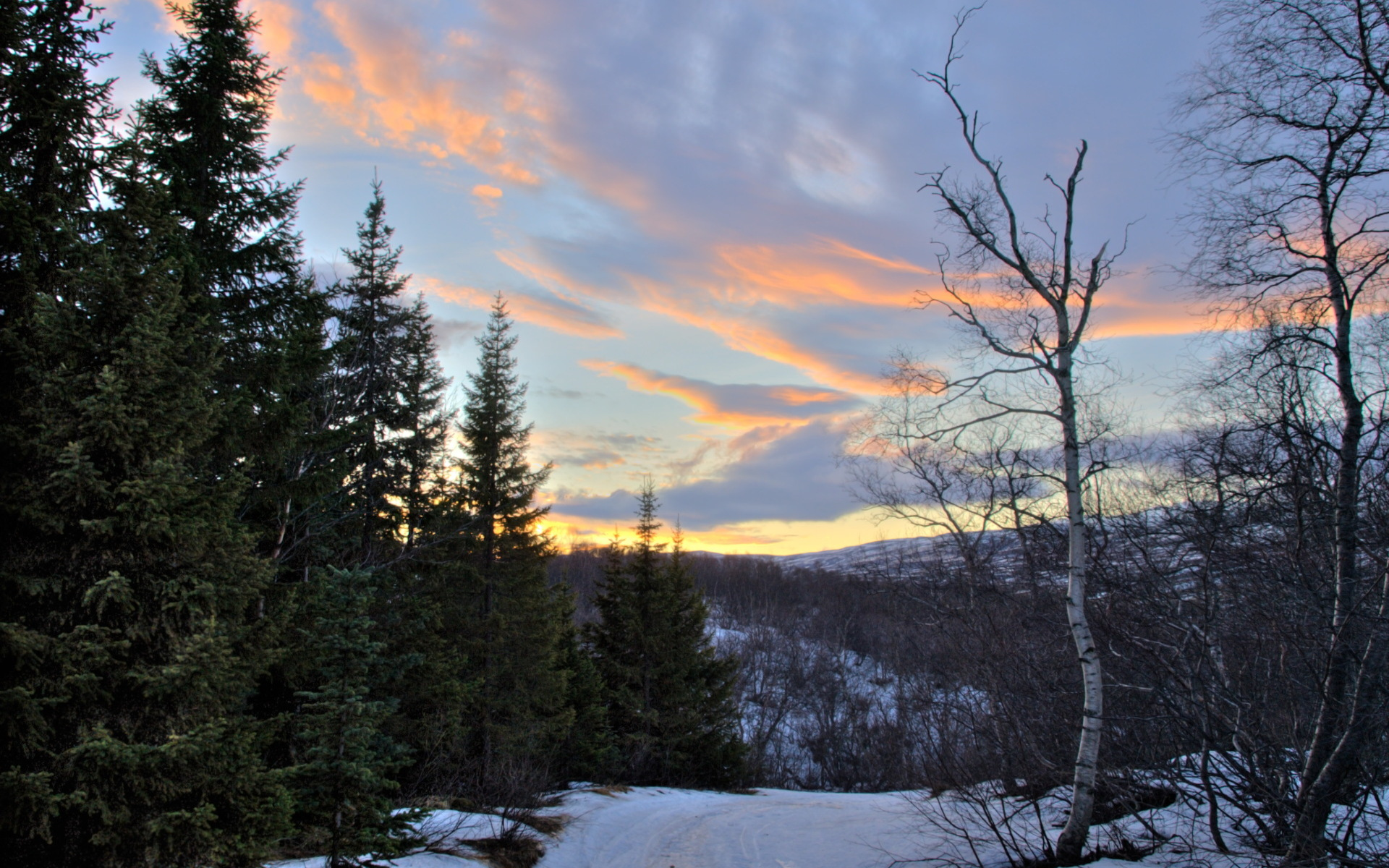
Das Fnjóskadalur ist für isländische Verhältnisse ungewöhnlich bewaldet

Geologisch ist das Tal aus Basalt aufgebaut, der vielerorts von Schotter und Sand überlagert wird. Der fruchtbare Boden erlaubt hier eine für isländische Verhältnisse starke landwirtschaftliche Nutzung. In dem Tal liegt auch das  Waldgebiet Vaglaskógur, eines der größten Islands. Birken und Fichten wachsen hier bis zu 14 Meter hoch.

## Tourismus
1908 wurde am Nordende des Vaglaskógur eine Steinbogenbrücke über die Fnjóská errichtet, die als erste ihrer Art in Island gilt und noch heute eine Sehenswürdigkeit darstellt. Im selben Jahr wurde das Gebiet unter Naturschutz gestellt. Heute ist es ein beliebtes Urlaubsziel und zieht unter anderem Camper und Mountainbiker an. Das Fnjóskadalur wird vom Hringvegur, der isländischen Ringstraße, durchquert und ist damit leicht erreichbar.